# 萨代扬
萨代扬（法語：Sadeillan，法語發音：[sadɛjɑ̃]）是法国热尔省的一个市镇，属于米朗德区。

## 地理
萨代扬（43°23'34"N, 0°20'46"E）面积5.92 平方千米，位于法国奧克西塔尼大區热尔省，该省份为法国西南部内陆省份，北起顺时针与洛特-加龙省、塔恩-加龙省、上加龙省、上比利牛斯省、大西洋比利牛斯省和朗德省接壤。
与萨代扬接壤的市镇（或旧市镇、城区）包括：卡斯泰、米耶朗、蒙德马拉斯特、圣多德、萨拉居藏。

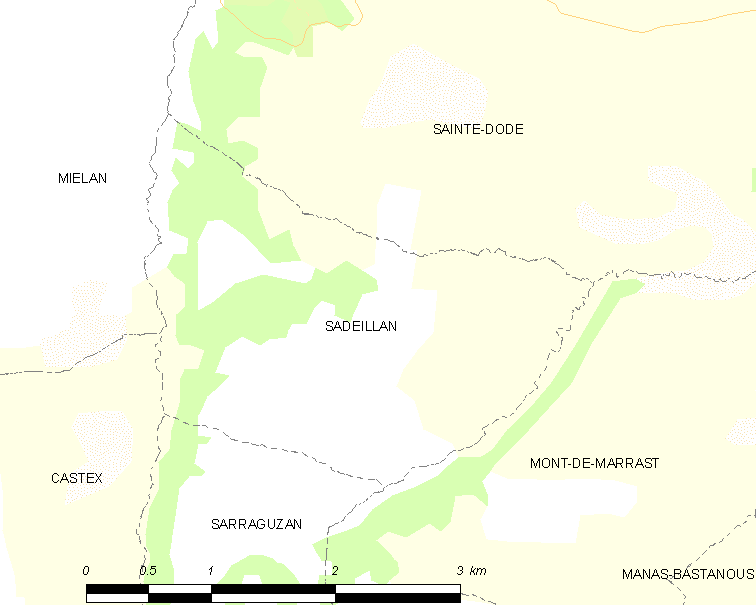
萨代扬的OSM定位图

萨代扬的时区为UTC+01:00、UTC+02:00（夏令时）。

## 行政
萨代扬的邮政编码为32170，INSEE市镇编码为32355。

## 政治
萨代扬所属的省级选区为米朗德-阿斯塔拉克县。

## 人口

1962-2008年间萨代扬人口变化图示

萨代扬于2022年1月1日时的人口数量为83人。